# Filip Törnesson (Hjorthorn)

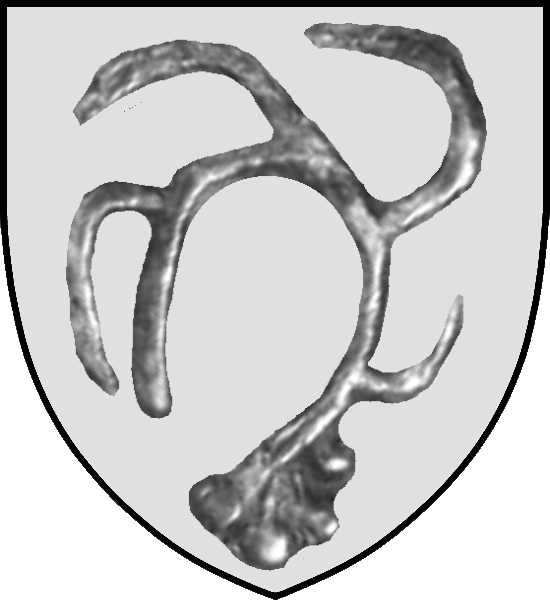
Vapensköld för svenska frälseätten Hjorthorn, Törne Matssons ätt

Filip Törnesson (Hjorthorn), död efter 1279, var en svensk lagman.

## Biografi
Son till Tyrner Hjorthorn. Gift med en dotter till Filip Birgersson av Aspenäsätten och även dotterdotter till den svenske jarlen Knut Birgersson (Folkungaätten).
Han var lagman i Närkes lagsaga 1272–1279.